# Iso-Staffa
Staffansholm (finska:Iso-Staffa) är en ö i Finland.   Den ligger i kommunen Sastmola i den ekonomiska regionen  Björneborgs ekonomiska region  och landskapet Satakunta, i den sydvästra delen av landet, 270 km nordväst om huvudstaden Helsingfors. Staffansholm är en av de holmar som ingår i gruppen Staffansgrunden här fanns tidigare en lastageplats för virke.